# Wereldkampioenschappen trampolinespringen
De wereldkampioenschappen trampolinespringen zijn door de Fédération Internationale de Gymnastique (FIG) georganiseerde kampioenschappen voor trampolinespringen.

## Historiek
De eerste editie van de wereldkampioenschappen vond plaats in 1964 te Londen in het Verenigd Koninkrijk. In 1965 werd tumbling een onderdeel op het WK en in 1976 werd dubbele minitrampoline toegevoegd aan het programma. Tot de fusie met de FIG op 1 januari 1999 werden de WK's georganiseerd door de Fédération Internationale de Trampoline (FIT).

## Edities
| Editie | Jaar | Locatie                          |
| ------ | ---- | -------------------------------- |
| 1      | 1964 | Londen (Verenigd Koninkrijk)     |
| 2      | 1965 | Londen (Verenigd Koninkrijk)     |
| 3      | 1966 | Lafayette (Verenigde Staten)     |
| 4      | 1967 | Londen (Verenigd Koninkrijk)     |
| 5      | 1968 | Amersfoort (Nederland)           |
| 6      | 1970 | Bern (Zwitserland)               |
| 7      | 1972 | Stuttgart (BRD)                  |
| 8      | 1974 | Johannesburg (Zuid-Afrika)       |
| 9      | 1976 | Tulsa (Verenigde Staten)         |
| 10     | 1978 | Newcastle (Australië)            |
| 11     | 1980 | Brig-Glis (Zwitserland)          |
| 12     | 1982 | Bozeman (Verenigde Staten)       |
| 13     | 1984 | Osaka (Japan)                    |
| 14     | 1986 | Parijs (Frankrijk)               |
| 15     | 1988 | Birmingham (Verenigd Koninkrijk) |
| 16     | 1990 | Essen (Duitsland)                |
| 17     | 1992 | Auckland (Nieuw-Zeeland)         |
| 18     | 1994 | Porto (Portugal)                 |
| 19     | 1996 | Vancouver (Canada)               |

| Editie | Jaar | Locatie                          |
| ------ | ---- | -------------------------------- |
| 20     | 1998 | Sydney (Australië)               |
| 21     | 1999 | Sun City (Zuid-Afrika)           |
| 22     | 2001 | Odense (Denemarken)              |
| 23     | 2003 | Hannover (Duitsland)             |
| 24     | 2005 | Eindhoven (Nederland)            |
| 25     | 2007 | Quebec (Canada)                  |
| 26     | 2009 | Sint-Petersburg (Rusland)        |
| 27     | 2010 | Metz (Frankrijk)                 |
| 28     | 2011 | Birmingham (Verenigd Koninkrijk) |
| 29     | 2013 | Sofia (Bulgarije)                |
| 30     | 2014 | Daytona Beach (Verenigde Staten) |
| 31     | 2015 | Odense (Denemarken)              |
| 32     | 2017 | Sofia (Bulgarije)                |
| 33     | 2018 | Sint-Petersburg (Rusland)        |
| 34     | 2019 | Tokio (Japan)                    |
| 35     | 2021 | Baku (Azerbeidzjan)              |
| 36     | 2022 | Sofia (Bulgarije)                |
| 37     | 2023 | Birmingham (Verenigd Koninkrijk) |

1964 ·
1965 ·
1966 ·
1967 ·
1968 ·
1971 ·
1973 ·
1974 ·
1978 ·
1978 ·
1980 ·
1982 ·
1984 ·
1986 ·
1988 ·
1990 ·
1992 ·
1994 ·
1996 ·
1998 ·
1999 ·
2001 ·
2003 ·
2005 ·
2007 ·
2009 ·
2010 ·
2011 ·
2013 ·
2014 ·
2015 ·
2017 ·
2018 ·
2019